# Приватний дзвінок
«Приватний дзвінок» (англ. Personal Call) — детективна радіо-п'єса Агати Крісті, виходила в понеділок, 31 травня, 1954 о 8:30 вечора.

## Сюжет
Коктейльна вечірка в будиноку Джеймса і Пем Брентів, була максимально веселою, але раптом пролунав телефонний дзвінок. Джеймс бере слухавку. Він чує трохи неземний голос, який стверджує, що вона жінка на ім'я Фей. Джеймс шокований і злий та хоче знати, хто дзвонить насправді. Жінка повторює, що вона Фей, перебуває на залізничному вокзалу Ньютона і що чекає на нього. Джеймс приходить на роботу де йому також телефонує ця жінка, і знову не називає своє справжнє ім'я. Він звертається до телефонної компанії, з проханням визначити адресу того хто йому телефонує. Чоловік приголомшений, коли дізнається що до нього ніхто сьогодні не телефонував...